# Luis Rodríguez Velasco
Luis Rodríguez Velasco (Santiago, 9 de diciembre de 1838-ibídem, 14 de enero de 1919) fue un político, poeta y periodista chileno.

## Biografía

### Familia y estudios
Fue hijo de José Antonio Rodríguez Aldea, exdiputado propietario, y María Mercedes Velasco y Oruna.
Se casó en la hacienda San José, parroquia de Melipilla, el 1 de abril de 1874 con Delia Correa y Toro, con quien tuvo un hijo, Juan de Dios Rodríguez Correa (1875-1954); quedó viudo en febrero de 1913. Se casó nuevamente en Santiago, parroquia de la Asunción, el 26 de noviembre de 1913 con Margarita Elvira Vial Infante, con quien no tuvo hijos.
Realizó los estudios de humanidades en el Instituto Nacional hasta 1855, cuando se vio obligado a suspenderlos a causa de una repentina enfermedad cerebral.

### Carrera literaria
Se dedicó a escribir. Fue poeta y periodista; escribió poemas líricos y también obras teatrales.
Su primera composición, «Al dieziocho de septiembre», fue publicada en El Correo Literario en 1858. En ese año de agitaciones políticas, apareció la Asamblea Constituyente, periódico político en el que escribían los más acreditados literatos del partido de la reforma, en el que fue uno de sus colaboradores. En 1859 publicó en La Semana, El Mosaico y Revista de Sud América.
En 1863 publicó y tomó parte en la redacción del diario La Voz de Chile. Cuando cesó la publicación de dicho diario, se dedicó a hacer reaparecer en El Correo Literario. En 1865 se fue a Lima (Perú), donde redactó un periódico político y otro patriótico durante la guerra contra España. En 1868 y 1869 redactó los periódicos satíricos El Charivari y La Linterna del Diablo.
En 1872 estrenó la pieza dramática Por amor y por dinero. En 1879, con ocasión de la guerra del Pacífico, sus cantos fueron patrióticos. Fue miembro correspondiente de la Real Academia Española y fundador de la chilena en 1885.

### Carrera política
Fue siempre liberal y habló en el Club del Progreso y en algunas asambleas. Durante la guerra civil de 1891 fue neutral: era amigo del presidente José Manuel Balmaceda, pero no comulgaba con su régimen.
Nombrado por Balmaceda, ocupó el cargo de ministro de Justicia e Instrucción Pública del 21 de enero al 30 de mayo de 1890; y como tal fue también subrogante del Interior del 21 al 24 de febrero de 1890. Fue elegido senador suplente por Chiloé para el periodo 1888-1894.
Cuando se retiró de la vida pública, continuó escribiendo y en 1909 publicó una segunda edición de sus Poesías líricas, cuya primera edición había sido publicada en 1868. Falleció en Santiago el 14 de enero de 1919.